# Todd Haynes
Todd Haynes (Encino, Califòrnia, Estats Units, 2 de gener de 1961) és un director de cinema i guionista estatunidenc.

## Biografia
Fill de Sherry i Lynne Allen E. Semler Haynes. Declaradament homosexual, va ser considerat un cineasta controvertit.
Es va graduar en Semiòtica a la Universitat de Brown. El 1987 va dirigir el curtmetratge Superstar: The Karen Carpenter Story, que narra la vida de la cantant Karen Carpenter, utilitzant Barbies en lloc d'actors.
El 1991 va debutar amb el seu primer llargmetratge Poison, produïda gràcies a una subvenció de 25.000 dòlars de l'associació nacional per al desenvolupament de les arts, amb base als escrits de Jean Genet. A la pel·lícula són tres històries diferents: un nen que es tira per la finestra després de matar el seu pare, un metge que es converteix en un leprós assassí després de provar la seva pròpia teoria, i finalment, una història que s'ocupa de l'homosexualitat a la presó.
La notorietat de la pel·lícula i del director s'han reforçat també per la querella promoguda pel reverend Donald Wildmonla i la seva associació conservadora, l'American Family Association, que va acusar la pel·lícula de ser immoral.
Quatre anys després el director ha dirigit Julianne Moore a Safe. El 1998 es va inspirar en el glam rock per a la pel·lícula Velvet Goldmine, mentre que el 2002 va tornar a treballar amb Julianne Moore a Lluny del Cel.
El 2007, ha reunit un elenc estel·lar a I'm Not There, inspirat en la vida de Bob Dylan, en què sis actors diferents interpreten les obres del cantautor.
La seva sisena pel·lícula, Carol, és una adaptació de la novel·la El preu de la sal, de Patricia Highsmith, del 1952. Les intèrprets principals són Cate Blanchett, Rooney Mara, Sarah Paulson i Kyle Chandler. Pel seu paper en aquesta pel·lícula, Mara va ser guanyadora ex aequo de la Palma d'Or a la millor interpretació femenina al 68è Festival de Cannes 2015.

## Filmografia

### Llargmetratges
| Any  | Títol                  | Director | Guionista | Productor |
| ---- | ---------------------- | -------- | --------- | --------- |
| 1991 | Poison                 | Sí       | Sí        | No        |
| 1995 | Safe                   | Sí       | Sí        | No        |
| 1998 | Velvet Goldmine        | Sí       | Sí        | No        |
| 2002 | Lluny del cel          | Sí       | Sí        | No        |
| 2007 | I'm Not There          | Sí       | Sí        | No        |
| 2015 | Carol                  | Sí       | No        | No        |
| 2017 | Wonderstruck           | Sí       | No        | No        |
| 2019 | Dark Waters            | Sí       | No        | No        |
| 2021 | The Velvet Underground | Sí       | Sí        | Sí        |
| TBA  | May December           | Sí       | No        | No        |

### Curts
- Assassins: A Film Concerning Rimbaud (1985)
- Superstar: The Karen Carpenter Story (1987)

### Videoclip
- Disappearer - Sonic Youth (1990)